# Gernelle
Gernelle település Franciaországban, Ardennes megyében. Lakosainak száma 315 fő (2022. január 1.). Gernelle Gespunsart, La Grandville, Issancourt-et-Rumel, Saint-Laurent, Ville-sur-Lumes és Vrigne aux Bois községekkel határos.

## Népesség
A település népességének változása:
| Lakosok száma | 230  | 322  | 330  | 341  | 324  | 317  | 313  | 311  | 312  | 315  |
|               | 1968 | 1982 | 1990 | 2006 | 2013 | 2015 | 2017 | 2019 | 2020 | 2022 |